# Jessica De Gouw
Jessica De Gouw, auch Jess De Gouw, (* 15. Februar 1988 in Perth, Western Australia als Jessica Elise De Gouw) ist eine australische Schauspielerin.

## Leben
Jessica De Gouw wurde im Februar 1988 in Perth, Western Australia, geboren und wuchs in Lesmurdie, einem östlichen Vorort von Perth, auf. Sie besuchte die Lesmurdie Senior High School. Im Jahr 2010 schloss sie ihr Studium an der Curtin University in Performance Studies ab.
Ihr Schauspieldebüt gab sie 2006 in einer Episode von Der Sleepover Club. Daraufhin drehte sie drei Kurzfilme, bevor sie 2011 für einen Handlungsbogen über drei Episoden in Underbelly: Razor zu sehen war. Im selben Jahr absolvierte sie einen Gastauftritt bei Crownies. Im darauffolgenden Jahr hatte De Gouw Rollen in der Fernsehserie Tricky Business und in dem Fernsehfilm Kath & Kimderella. In der Romanverfilmung The Mystery of a Hansom Cab von Fergus Hume hatte sie 2012 die Rolle der Madge inne.
Bekannt wurde sie 2012 durch die Rolle der Helena Bertinelli in der The-CW-Fernsehserie Arrow. In der Serie war sie in vier Episoden zu sehen. Für die von NBC und BBC koproduzierte Horrorserie Dracula hatte sie von 2013 bis 2014 die Rolle der Mina Murray inne, während Jonathan Rhys Meyers als Graf Dracula und Oliver Jackson-Cohen als ihr Verlobter Jonathan Harker zu sehen waren.

## Filmografie (Auswahl)
- 2006: Der Sleepover Club (The Sleepover Club, Fernsehserie, Episode 2x11)
- 2011: Underbelly: Razor (Fernsehserie, 3 Episoden)
- 2011: Crownies (Fernsehserie, Episode 1x20)
- 2012: Tricky Business (Fernsehserie, Episode 1x06)
- 2012: Kath & Kimderella (Fernsehfilm)
- 2012: The Mystery of a Hansom Cab (Fernsehfilm)
- 2012: The Dinner Meeting (Kurzfilm)
- 2012–2014: Arrow (Fernsehserie, 4 Episoden)
- 2013: These Final Hours
- 2013–2014: Dracula (Fernsehserie, 10 Episoden)
- 2014: Cut Snake
- 2015: The Rezort
- 2016–2017: The Last Tycoon (Fernsehserie, 2 Episoden)
- 2016–2017: Underground (Fernsehserie, 16 Episoden)
- 2017: OtherLife
- 2017: Sparebnb (Fernsehserie, Episode 1x03)
- 2018: Riot (Fernsehfilm)
- 2019: The Hunting (Miniserie, 4 Episoden)
- 2019: The Crown (Fernsehserie, Episode 3x10)
- 2019: Vienna Blood (Fernsehreihe, 3 Episoden)
- 2020: Gretel & Hänsel (Gretel & Hansel)
- 2020–2022: The Secrets She Keeps (Fernsehserie, 12 Episoden)
- 2020: Operation Buffalo (Fernsehserie, 6 Episoden)
- 2020–2021: Pennyworth (Fernsehserie, 5 Episoden)
- 2021: The Moth Effect (Fernsehserie, Folge 1x04)
- 2021: The Drover’s Wife – Die Legende von Molly Johnson (The Drover’s Wife)
- 2023: The Portable Door
- 2023: C*A*U*G*H*T (Fernsehserie, 5 Episoden)
- 2023: The Artful Dodger (Fernsehserie, 4 Episoden)
- 2023: The Couple Next Door (Fernsehserie, 6 Episoden)
- 2024: Ladies in Black (Fernsehserie, 6 Episoden)
- 2024: The Union
- 2025: The Survivors – Der Sturm (The Survivors, Miniserie, 6 Episoden)